# 浙江木蓝
浙江木蓝（学名：Indigofera parkesii）为豆科木蓝属下的一个种。

## 扩展阅读
- 維基物種上的相關：浙江木蓝